# UB-91号潜艇
陛下之UB-91号艇是德意志帝国海军于第一次世界大战期间建造的其中一艘UB-III型近岸潜艇或称U艇。它由汉堡的伏尔铿船厂承建，于1918年3月6日新船下水，至同年4月11日交付使用。其全长55.52米，水面及水下排水量分别为510吨和640吨，艇载武器则包括五具500毫米鱼雷发射管以及一门105毫米口径甲板炮。UB-91号入役后曾被部署至第二区舰队，并参与了大西洋潜艇战。在两次巡逻期间，该艇合共击沉3艘容积总吨累计为13487吨的协约国或中立国商船，以及1艘排水量为1181吨的美国军舰。战后，根据对德停战协定的要求，UB-91号于1918年11月21日被引渡至英国哈维奇正式向协约国投降，至1921年在布里顿费里拆解报废。

## 设计
UB-91号是汉堡伏尔铿船厂承建的UB-III型第三批次（UB-88至UB-102号）的四号艇，由德意志帝国海军潜艇监察局于1917年2月6日订购，至1918年3月6日下水。其全长55.52米，舷宽5.76米。艇体采用双壳体结构，水面及水下排水量分别为510吨和640吨，浮起时的吃水深度为3.73米。由于无需像UC-II型艇那样提供水雷布设装置，设计工程师对潜艇舷弧进行了优化，增大了司令塔体积，配备两具潜望镜，司令塔与控制室之间增加一道水密舱壁。这些改进显著提高了潜艇的水下机动性和生存力。为了达到更高的航速，UB-91号采用两台猛狮-伏尔铿六缸四冲程550匹公制馬力（405千瓦特）柴油机用于水面运行，以及两台394匹公制馬力（290千瓦特）的西门子-舒克特电动发电机用于水下航行；水面最高航速13節（24每小時），水下7.4節（13.7每小時）；能够在水面以6節（11每小時）航速续航7,120海里（13,190），或以4節（7.4每小時）连续在水下航行55海里（102）而无需充电。
UB-91号的主武器为五具500毫米艇艏鱼雷发射管，其中艇艏四具采用层叠式布局分居两侧、艇艉一具，并可搭载合共10枚G6型鱼雷。辅助武器则是一门105毫米45倍径速射炮。其标准船员编制为3名军官加31名水兵。

## 服役历史

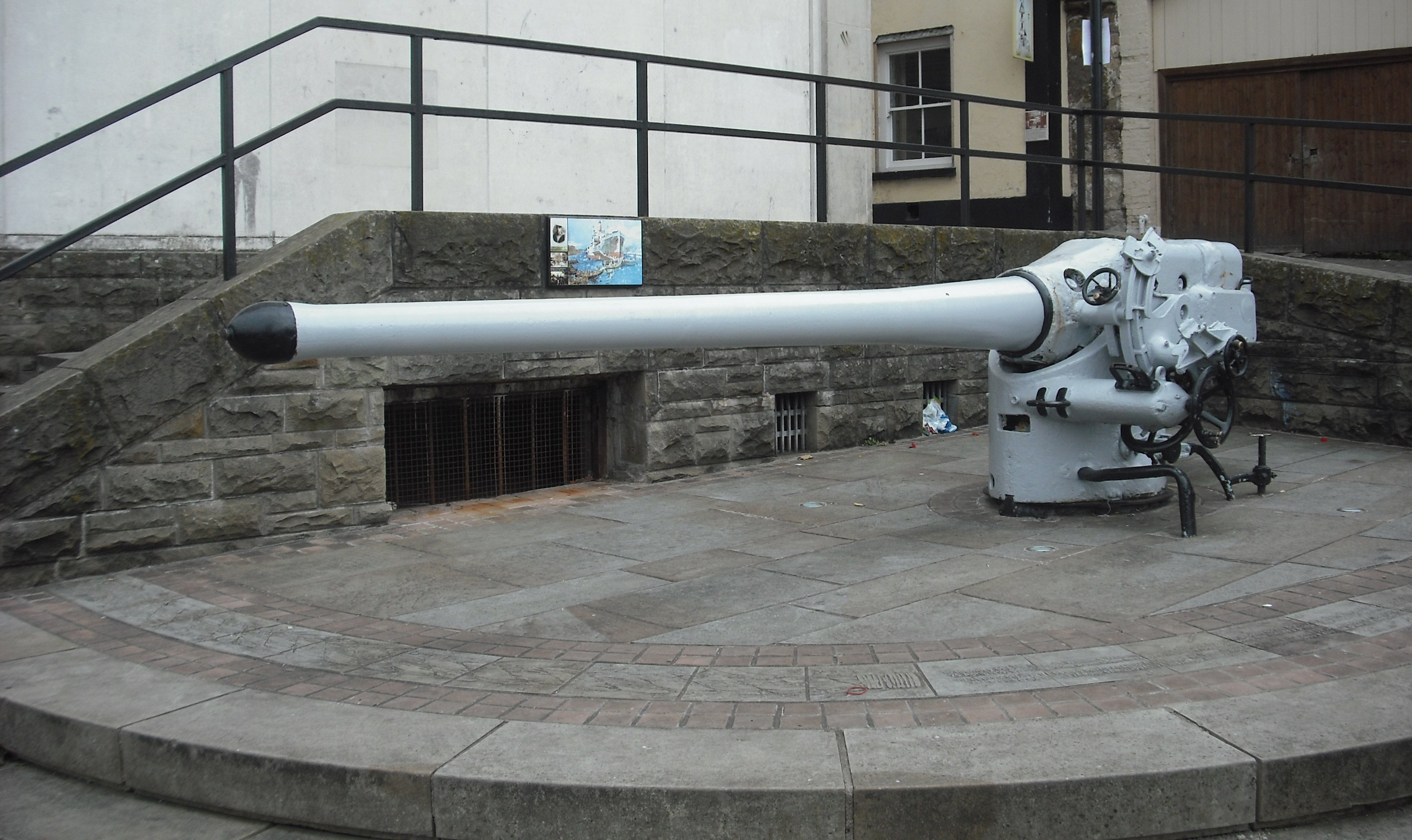
现存于切普斯托的UB-91号甲板炮

1918年4月11日，UB-91号在首度担任艇长的海军上尉沃尔夫·汉斯·赫特维希的指挥下正式入役，随即展开海试。完成海试后，该艇同年6月27日被编入北海战区的第二潜艇区舰队，并参与了大西洋潜艇战，足迹遍及北海海峡和圣乔治海峡等海域。在两次巡逻期间，UB-91号合共击沉3艘容积总吨累计为13487吨的协约国或中立国商船，以及1艘排水量为1181吨的美国军舰。其中，体积最大的受害者是7936总吨的日本客货轮平野丸（Hirano Maru），它于10月4日在从利物浦跟随OE-23号护航船队前往横滨的途中，在爱尔兰岛以南约200海里（370）处遭鱼雷命中后沉没，共造成292人罹难。死者中包括多名横滨正金银行伦敦分行的高层、职员及其眷属。战争期间由美国海军实际控制的美国海岸警卫队巡逻舰坦帕号则于9月26日遇难，当它在穿越布里斯托尔湾时被赫特维希发现，后者遂指示潜艇下潜并进入攻击阵位，在约550米的距离内从艉管射出一枚鱼雷。片刻之后，鱼雷击中坦帕号，在该舰的左舷中部爆炸，抛出一个巨大的发光水柱。巡逻舰就此沉没，舰上131名乘员全数阵亡。
战后，根据对德停战协定的要求，UB-91号于1918年11月21日被引渡至英国哈维奇正式向协约国投降。它相继造访了南威尔士的港口加的夫、纽波特、斯旺西和塔尔伯特港，然后被拖到彭布罗克船坞封存，最终于1921年在布里顿费里拆解报废。其甲板炮则由英王乔治五世授予切普斯托，以表彰曾经生活在该镇、维多利亚十字勋章获得者威廉·查尔斯·威廉姆斯在1915年加里波利之战中的英勇表现。该炮如今陈列在切普斯托战争纪念碑旁。

## 袭击历史摘要
| 日期          | 船名         | 船籍           | 吨位 | 结局 |
| ------------- | ------------ | -------------- | ---- | ---- |
| 1918年9月25日 | 赫伯恩号     | 英国           | 1938 | 击沉 |
| 1918年9月26日 | 坦帕号       | 美国海岸警卫队 | 1181 | 击沉 |
| 1918年9月28日 | 巴尔德斯比号 | 英国           | 3613 | 击沉 |
| 1918年10月4日 | 平野丸       | 日本           | 7936 | 击沉 |

## 脚注
1. ↑  Rössler，第61頁.
2. ↑  Helgason, Guðmundur. . German and Austrian U-boats of World War I - Kaiserliche Marine - Uboat.net.   [2022-05-19].
3. 1 2 3 4  Gröner 1991，第25-30頁.
4. 1 2  Helgason, Guðmundur. . German and Austrian U-boats of World War I - Kaiserliche Marine - Uboat.net.   [2015-02-08].
5. ↑  陈进，第239頁.
6. ↑  NARS，第54頁.
7. 1 2  Helgason, Guðmundur. . German and Austrian U-boats of World War I - Kaiserliche Marine - Uboat.net.   [2015-02-08].
8. ↑  Helgason, Guðmundur. . German and Austrian U-boats of World War I - Kaiserliche Marine - Uboat.net.   [2022-05-19].
9. ↑  . The Singapore Free Press and Mercantile Advertiser. 13 December 1918  [4 January 2012].
10. ↑  . 大阪朝日新聞. 1919-07-10  [2012-01-04]. （原始内容存档于2018-03-02）.
11. ↑  Helgason, Guðmundur. . German and Austrian U-boats of World War I - Kaiserliche Marine - Uboat.net.   [2022-05-19].
12. ↑  Johnson，第55頁.
13. ↑  Larzelere，第47頁.
14. ↑  Gröner 1991，第54頁.
15. ↑  . The Victoria Cross Online.   [2021-02-19]. （原始内容存档于2021-10-18）.
16. ↑  . The Gallipoli Association.   [2021-02-19]. （原始内容存档于2021-10-10）.
17. ↑  . Coflein.   [2022-05-18]. （原始内容存档于2022-05-23）.
18. 1 2  . BBC News.   [2018-10-04]. （原始内容存档于2022-06-20）.